# جرالدین فینلیسون
 جرالدین فینلیسون (انگلیسی: Geraldine Finlayson) یک دیرین‌شناس و انسان‌شناس اهل بریتانیا است.